# Matondo II
Pour les articles homonymes, voir Matondo.
Matondo II est une localité du Cameroun située dans le département de la Meme et la Région du Sud-Ouest. Elle fait partie de la commune de Konye.

## Population
En 1953, alors que Matondo I et Matondo II étaient comptabilisés ensemble, la population totale s'élevait à 183 personnes, principalement des Mbonge, du groupe Oroko.
Lors du recensement de 2005, la localité Matondo II comptait 1 085 habitants.

## Enseignement
La localité dispose d'un CETIC (Collège d'enseignement technique) anglophone.